# Ramas de la ciencia

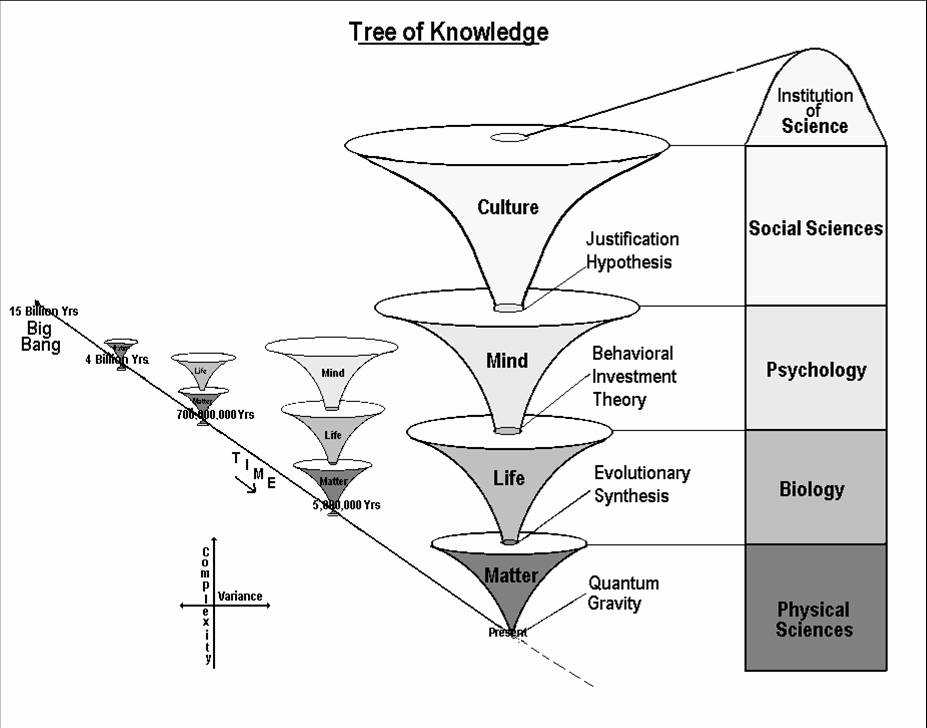
Sistema del árbol del conocimiento de Gregg Henriques.

Las ramas de la ciencia, disciplinas científicas, o simplemente ciencias, se suelen dividir en tres grupos: ciencias formales, ciencias naturales, y ciencias humanas o ciencias sociales. Estas conforman las ciencias básicas, sobre las que se apoyan las ciencias aplicadas como la ingeniería, la medicina y la enfermería.
A lo largo de los siglos, se han propuesto y utilizado varias clasificaciones distintas de las ciencias. Algunas incluyen un componente de jerarquía entre las ciencias que da lugar a una estructura de árbol, de ahí la noción de ramas de la ciencia. Hasta el Renacimiento, todo el saber que no fuera técnico o artístico se situaba en el ámbito de la filosofía. El conocimiento de la naturaleza era sobre la totalidad: una ciencia universal. Con la revolución científica se impuso la separación entre ciencia y filosofía, y surgieron las principales ciencias modernas, entre ellas la física, química, astronomía, geología y biología.

## Grupos de ciencias

### Ciencias formales
Las ciencias formales son un conjunto de ciencias que estudian los lenguajes formales y los sistemas formales. Si bien su objeto de estudio no es el mundo físico o natural, sino objetos abstractos, sus conocimientos pueden ser más o menos aplicados a dicha realidad físico-natural. El método propio de las ciencias formales es la deducción; y a diferencia de las ciencias fácticas, no admite la inducción ni la abducción. Es aquella que trabaja con formas, es decir, con objetos ideales que existen en la mente y son obtenidos por abstracción. La verdad en las ciencias formales es entendida como verdad lógica: consecuencias que siguen necesariamente de considerar todas las posibilidades o «formas» en las que podrían combinarse los hechos preestablecidos.
Ejemplos de ciencias formales son las matemáticas, la lógica y las ciencias de la computación.

### Ciencias naturales
Las ciencias naturales, ciencias de la naturaleza, ciencias físico-naturales o ciencias experimentales (históricamente denominadas filosofía natural o historia natural) son aquellas ciencias que tienen por objetivo el estudio de la naturaleza, siguiendo la modalidad del método científico conocida como método empírico-analítico.

### Ciencias humanas
Ciencias humanas  es un concepto epistemológico que designa a un extenso grupo de ciencias y disciplinas cuyo objeto es el ser humano en el aspecto de sus manifestaciones inherentemente humanas, esto es el lenguaje verbal en primer término, el arte y el pensamiento y, en general, la cultura y sus formaciones históricas. El término de Ciencias humanas se opone y, por otra parte, complementa al de Ciencias naturales o físico-naturales. El término de Humanidades no es en realidad sino una abreviatura, de preferencia anglosajona, frente al uso más tradicional germánico y románico de Ciencias humanas, directamente establecido sobre la tradición humanística.
Las modernamente denominadas Ciencias humanas constituyen una entidad fundada en la Antigüedad clásica, con posterioridad humanísticamente delimitada, tras el régimen medieval del Trivium et Quadrivium, mediante la designación secular de Studia humanitatis (es decir, característica y centralmente Gramática, Retórica, Dialéctica, Poética, Poesía o Literatura como disciplina y lectura del canon clásico, Historia, Filosofía, especialmente Ética o Filosofía moral). A finales del siglo XIX y comienzos del XX surgieron las denominaciones de Ciencia de la Cultura y Ciencias del Espíritu, esta última preconizada por Wilhelm Dilthey, el más importante teórico moderno sobre la materia, las cuales designan teorías fundamentales de la epistemología de las Ciencias humanas y, generalizada y permanentemente, han sido consideradas como términos equivalentes al de estas.

### Ciencias sociales
Las ciencias sociales son las ramas de la ciencia relacionadas con la sociedad y el comportamiento humano. Se las distingue de las ciencias naturales y de las ciencias formales. Además, es una denominación genérica para las disciplinas y campos del saber que analizan y tratan distintos aspectos de las relaciones sociales y los grupos de personas que componen la sociedad. Éstas se ocupan tanto de sus manifestaciones materiales como de las inmateriales. Otras denominaciones confluyentes o diferenciadas, según la intención de quien las utiliza, son las de ciencias humanas, humanidades o letras. También se utilizan distintas combinaciones de esos términos, como la de «ciencias humanas y sociales».

### Ciencias aplicadas
Las ciencias aplicadas utilizan el conocimiento científico de una o varias ramas de la ciencia para resolver problemas prácticos. Los campos de la ingeniería, por ejemplo, se acercan a lo que es la ciencia aplicada. Estas áreas prácticas del saber son vitales para el desarrollo de la tecnología. Su utilización en campos industriales se refiere generalmente desarrollo y uso.
Es decir la ciencia aplicada es un cuerpo de conocimiento en el que la investigación y el descubrimiento tienen su orientación directa a la práctica; esto son las ciencias que proporcionan el desarrollo de nuevas tecnologías, a saber: los algoritmos de acción para obtener el producto deseado. Aplicada es la disciplina científica que aplica el conocimiento científico existente para desarrollar sistemas más prácticos aplicados, como la tecnología o la invención.
Su concepto opuesto es el de ciencia fundamental, la investigación científica que se realiza para aumentar el conocimiento, sin fin práctico inmediato.

## Historia de las clasificaciones

### Edad Antigua

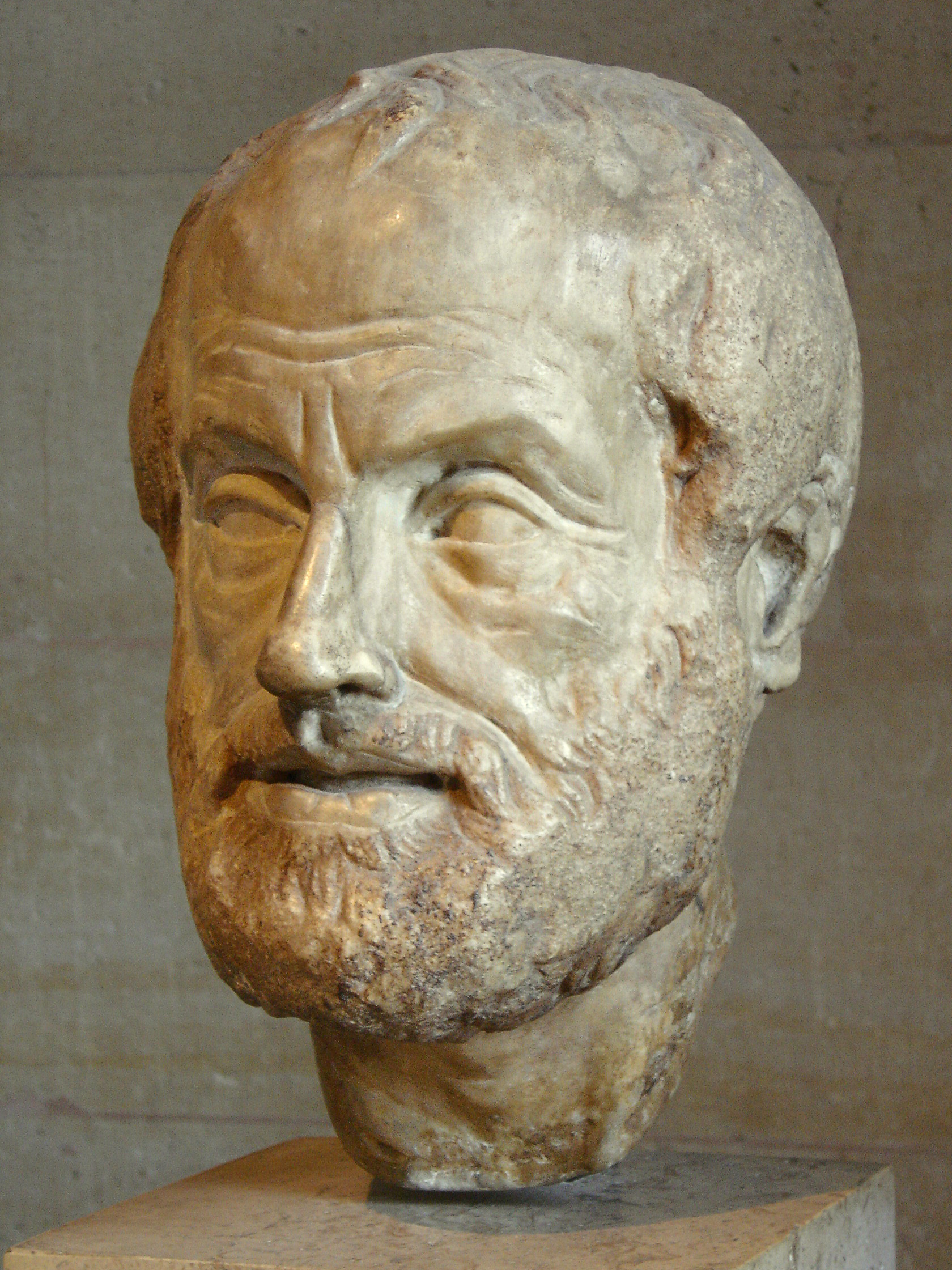
Busto de Aristóteles en el Museo del Louvre.

Aristóteles usó los términos episteme y philosophia para clasificar las ciencias, pero con un significado y contenido muy diferente al de «ciencia» en la actualidad. que considera tres categorías del saber:
- Teoría, que busca la verdad de las ideas, como formas y como sustancias. Este saber está constituido por las ciencias cuyo conocimiento está basado en el saber por el saber: Matemáticas, Física y Metafísica.
- Praxis o saber práctico encaminado al logro de un saber para guiar la conducta hacia una acción propiamente humana en cuanto racional: lo formaban la Ética, la Política, la Económica y la Retórica.
- Poiesis o saber creador, saber poético, basado en la transformación técnica. Lo que hoy día se englobaría en la creación artística, artesanía y la producción de bienes materiales.

### Edad Media
La clasificación aristotélica sirvió de fundamento para todas las clasificaciones que se hicieron en la Edad Media hasta el Renacimiento, cuando las grandes transformaciones promovidas por los grandes adelantos técnicos plantearon la necesidad de nuevas ciencias y sobre todo nuevos métodos de investigación que culminarán en la ciencia moderna del siglo XVII. Entonces aparece un concepto moderno de clasificación que supone la definitiva separación entre ciencia y filosofía.

### Edad Moderna
En la Edad Moderna, Campanella, Comenio, Bacon, Hobbes y Locke propusieron diferentes clasificaciones. El Systema Naturae (1735), de Linneo, estableció los criterios de clasificación que más influencia han tenido en el complejo sistema clasificatorio de las ciencias naturales. André-Marie Ampère confeccionó una tabla con quinientas doce ciencias.
En la Ilustración, D'Alembert escribió:

No hay sabios que gustosamente no colocaran la ciencia de la que se ocupan en el centro de todas las ciencias, casi en la misma forma que los hombres primitivos se colocaban en el centro del mundo, persuadidos de que el universo había sido creado por ellos. Las profesiones de muchos de estos sabios, examinándose filosóficamente, encontrarían, posiblemente, incluso, además del amor propio, causas de peso suficiente para su justificación.
D'Alembert

### sigloXIX
En el siglo XIX, Auguste Comte hizo una clasificación, mejorada después por Antoine Augustin Cournot en 1852 y por Pierre Naville en 1920. Como basó su clasificación jerárquica en el orden en que las ciencias habían entrado, según su percepción, en estado positivo, así como en su complejidad creciente y generalización decreciente. De esta forma ordenó a las ciencias:
- Matemáticas
- Astronomía
- Física
- Química
- Biología
- Sociología

Comte justifica la inclusión de la sociología en la clasificación, de la siguiente forma:

Poseemos ahora una física celeste, una física terrestre ya mecánica o química, una física vegetal y una física animal; todavía necesitamos una más y la última, la física social, para completar el sistema de nuestro conocimiento de la naturaleza.
Auguste Comte

A partir del siglo XIX y con el importante crecimiento experimentado por el conocimiento científico surgieron numerosas disciplinas científicas nuevas con yuxtaposiciones de parcelas establecidas por ciencias anteriores: bioquímica, biogeoquímica, sociolingüística, bioética, etc.

La sistematización científica requiere el conocimiento de diversas conexiones, mediante leyes o principios teóricos, entre diferentes aspectos del mundo empírico que se caracterizan mediante conceptos científicos. Así los conceptos de la ciencia son nudos en una red de interrelaciones sistemáticas en la que las leyes y los principios teoréticos constituyen los hilos... Cuantos más hilos converjan o partan de un nudo conceptual, tanto más importante será su papel sistematizado o su alcance sistemático
Carl Hempel

### sigloXX
Una clasificación general ampliamente utilizada, planteada por Rudolf Carnap en 1955, es la que agrupa las disciplinas científicas en tres grandes grupos:
- Ciencias formales: estudian las formas válidas de inferencia: lógica y matemática. No tienen contenido concreto; es un contenido formal, en contraposición al resto de las ciencias fácticas o empíricas.
- Ciencias naturales: estudian la naturaleza: astronomía, biología, física, geología, química, geografía física y otras.
- Ciencias sociales: estudian al ser humano —cultura y sociedad—. El método depende particularmente de cada disciplina: administración, antropología, ciencia política, demografía, economía, derecho, historia, psicología, sociología, geografía humana y otras.

Sin embargo, dicha clasificación ha sido discutida y requiere de cierta discusión complementaria. Así Wilhelm Dilthey considera inapropiado el modelo epistemológico de las «Naturwissenschaften» («ciencias naturales»). Es decir, considera inadecuado usar el método científico, pensado para la física, a disciplinas que tiene que ver el estudio del hombre y la sociedad; y propone un modelo completamente diferente para las «Geisteswissenschaften» («ciencias humanas» o «ciencias del espíritu»), e.g., la filosofía, la psicología, la historia, la filología, la sociología, etc. Si para las ciencias naturales el objetivo último es la explicación, basada en la relación causa/efecto y en la elaboración de teorías descriptivas de los fenómenos, para las ciencias humanas se trata de la comprensión de los fenómenos humanos y sociales.
Mario Bunge (1972) considera el criterio de clasificación de la ciencia en función del enfoque que se da al conocimiento científico: por un lado, el estudio de los procesos naturales o sociales (el estudio de los hechos) y, por el otro, el estudio de procesos puramente lógicos (el estudio de las formas generales del pensar humano racional); es decir, postuló la existencia de una ciencia factual (o ciencia fáctica) y una ciencia formal. Las ciencias factuales se encargan de estudiar hechos auxiliándose de la observación y la experimentación. La física, la psicología y la sociología son ciencias factuales porque se refieren a hechos que se supone ocurren en la realidad y, por consiguiente, tienen que apelar al examen de pruebas empíricas.
- Las ciencias experimentales se ocupa del estudio del mundo natural. Por mundo natural se ha de entender todo lo que pueda ser supuesto, detectado o medido a partir de la experiencia. En su trabajo de investigación, los científicos se ajustan a un cierto método, un método científico general y un método específico al campo concreto y a los medios de investigación.
- Las ciencias aplicadas consiste en la aplicación del conocimiento científico teórico (la llamada ciencia «básica» o «teórica») a las necesidades humanas y al desarrollo tecnológico. Por eso es muy común encontrar, como término, la expresión «ciencia y tecnología».
- Las ciencias formales, en cambio, crean su propio objeto de estudio; su método de trabajo es puro juego de la lógica, en cuanto formas del pensar racional humano, en sus variantes: la lógica y las matemáticas. En la tabla que sigue se establecen algunos criterios para su distinción:[26]

|                       | Formales | Fácticas |
| --------------------- | --- | --- |
| Objeto de estudio     | - Estudian entes formales, ideales o conceptuales - Dichos entes son postulados hipotéticamente (construidos, propuestos, presupuestos o definidos) por los científicos que los estudian.                                                | - Estudia el mundo de los hechos (Desde las galaxias a las partículas subatómicas). - Tales hechos se asumen que tienen existencia con independencia de los científicos y de las comunidades que los estudian, aunque puedan tener interacciones con ellos.                       |
| Modo de validación    | - Parten de axiomas o postulados y a partir de ellos demuestran teoremas - Los axiomas son relativos al contexto en el cual se opera. - No requieren de cotejo empírico o experimentación. - Sus conclusiones adquieren grado de certeza | - Se trabaja a partir de las consecuencias observacionales que se derivan de las conjeturas o hipótesis propuestas. - Juzgan sobre su adecuación al trozo de realidad que pretenden describir o explicar. - El resultado favorable es provisional sujeto a corrección y revisión. |
| Objetivo que persigue | - Buscan la coherencia interna. - Busca la verdad lógica y necesaria. | - Procura describir y explicar hechos y realidades ajenas a ellas mismas. - Persiguen la verdad material o contingente. |

El Premio Nobel de Química, Ilya Prigogine, propone superar la dicotomía entre la cultura de las ciencias humanísticas por un lado y el de las ciencias exactas por el otro porque el ideal de la ciencia es el de un esquema universal e intemporal, mientras que las ciencias humanas se basan en un esquema histórico ligado al concepto de situaciones nuevas que se superponen.